# Instituto do Templo
O Instituto do Templo, conhecido em hebraico como Machon HaMikdash (em hebraico:  מכון המקדש), é uma organização em Israel focada no esforço de estabelecer o Terceiro Templo. Seus objetivos a longo prazo são construir o terceiro templo judeu no Monte do Templo, no local ocupado pela Cúpula da Rocha, e restabelecer a adoração ao sacrifício animal. Aspira a alcançar esse objetivo pelo estudo da construção e ritual do Templo e o desenvolvimento de seus objetos rituais reais, de roupas e de planos de construção adequados para uso imediato nas condições do evento que permitem sua reconstrução. Administra um museu no Bairro Judeu da Cidade Velha de Jerusalém em Israel. Foi fundada e é chefiada pelo rabino Yisrael Ariel. Seu atual diretor-geral é Dovid Shvartz, e o Departamento Internacional é chefiado pelo rabino Chaim Richman. O bilionário de Nova York Henry Swieca apoiou o instituto. O governo israelense também forneceu fundos.